# Brasema limneriae
Brasema limneriae is een vliesvleugelig insect uit de familie Eupelmidae. De wetenschappelijke naam is voor het eerst geldig gepubliceerd in 1897 door Howard.